# La Pedrera (Colômbia)

Localização de La Pedrera no departamento de Amazonas

La Pedrera é uma cidade da Colômbia, no departamento de Amazonas. Tem uma população de 3.711 habitantes. Fica a 100 metros do nível do mar.